# Landkreis Görlitz
Landkreis Görlitz (sorbisk Wokrjes Zhorjelc) er den østligste landkreis i delstaten Sachsen og i Tyskland. Administrationsby er Görlitz og derudover er der af større byer (fra nord mod syd) Weißwasser/Oberlausitz, Niesky, Löbau og Zittau. Landkreisen ligger i den østlige del af Oberlausitz, og hører under Direktionsbezirk Dresden og er medlem af det grænseoverskridende samarbejde Euroregion Neiße.

## Geografi
Landkreis Görlitz grænser mod vest til Landkreis Bautzen, mod nord til Landkreis Spree-Neiße i delstaten Brandenburg, mod øst til de polske landkreise Żary (Woiwodschaft Lebus) og Zgorzelec (Woiwodschaft Niederschlesien), og til de tjekkiske regioner Liberec og Ústí mod syd.
I den nordlige del er landkreisen relativt flad i en højde af 98 moh. i Neißedalen ved Bad Muskau ved den sydlige ende af Cottbuser Sandplatte, og er præget af Oberlausitzer Bergbaurevier, Muskauer Heide og det skovrige Oberlausitzer hede- og damlandskab. Mod syd stiger landskabet top mod Oberlausitzer Bergland. Fra Königshainer Berge er der fri udsigt helt til den nordlige grænse af landkreisen. Mod syd er der markante bjerge som Landeskrone (420 moh.), Rotstein (455 moh) og Kottmar (583 moh), hvor kilderne til Spree har deres udspring, og videre mod højderne i Zittauer Gebirge, hvor man finder de højeste bjerg i området Lausche (793 moh.) og Hochwald (749 moh.).
Udover floderne Lausitzer Neiße mod øst og Spree mod vest gennemløbes området af Mandau, Löbauer Wasser samt Weiße og Schwarze Schöps. Søerne Bärwalder See, Talsperre Quitzdorf og Berzdorfer See er nogle af de største søer i Sachsen.

## Historie
Landkreis Görlitz blev oprettet i forbindelse med den sachsiske Kreisreform 1. August 2008, ved en sammenlægning af Niederschlesische Oberlausitzkreis, den kreisfri by Görlitz og Landkreis Löbau-Zittau.

## Byer og kommuner
Kreisen havde 254894  indbyggere pr.  2018-12-31

| Byer 1. Bad Muskau (Mužakow; 3716) 2. Bernstadt a. d. Eigen (3362) 3. Ebersbach-Neugersdorf (11994) 4. Görlitz, Große Kreisstadt (56324) 5. Herrnhut (5922) 6. Löbau, Große Kreisstadt (14643) 7. Neusalza-Spremberg (3337) 8. Niesky, Große Kreisstadt (9402) 9. Ostritz (2257) 10. Reichenbach/O.L. (4957) 11. Rothenburg/Oberlausitz (4510) 12. Seifhennersdorf (3676) 13. Weißwasser/Oberlausitz, Große Kreisstadt (Běła Woda; 16130) 14. Zittau, Große Kreisstadt (25381) Verwaltungsgemeinschafte og forbund - Verwaltungsgemeinschaft Bad Muskau med kommunerne Bad Muskau og Gablenz - Verwaltungsgemeinschaft Bernstadt/Schönau-Berzdorf med kommunerne Bernstadt a. d. Eigen og Schönau-Berzdorf - Verwaltungsverband Diehsa med kommunerne Hohendubrau, Mücka, Quitzdorf am See og Waldhufen-Vierkirchen (VV-Sitz) - Verwaltungsgemeinschaft Großschönau-Hainewalde med kommunerne Großschönau og Hainewalde - Verwaltungsgemeinschaft Herrnhut med kommunerne Berthelsdorf, Großhennersdorf og Herrnhut - Verwaltungsgemeinschaft Löbau med kommunerne Großschweidnitz, Lawalde, Löbau og Rosenbach - Verwaltungsgemeinschaft Neusalza-Spremberg med kommunerne Dürrhennersdorf, Neusalza-Spremberg og Schönbach - Verwaltungsgemeinschaft Obercunnersdorf med kommunerne Niedercunnersdorf og Obercunnersdorf - Verwaltungsgemeinschaft Olbersdorf med kommunerne Bertsdorf-Hörnitz, Jonsdorf, Olbersdorf og Oybin - Verwaltungsgemeinschaft Oppach-Beiersdorf med kommunerne Beiersdorf og Oppach (VG-Sitz) - Verwaltungsgemeinschaft Reichenbach/O.L. med kommunerne Königshain, Reichenbach/O.L., Sohland a. Rotstein og Vierkirchen - Verwaltungsgemeinschaft Rietschen med kommunerne Kreba-Neudorf og Rietschen - Verwaltungsgemeinschaft Rothenburg/O.L. med kommunerne Hähnichen og Rothenburg/O.L. - Verwaltungsgemeinschaft Schleife med kommunerne Groß Düben, Schleife og Trebendorf - Verwaltungsverband Weißer Schöps/Neiße med kommunerne Horka, Kodersdorf (VV-Sitz), Neißeaue og Schöpstal - Verwaltungsgemeinschaft Weißwasser/O.L. med kommunerne Weißkeißel og Weißwasser | Kommuner 1. Beiersdorf (1126) 2. Bertsdorf-Hörnitz (2113) 3. Boxberg/O.L. (Hamor; 4425) 4. Dürrhennersdorf (985) 5. Gablenz (Jabłońc; 1592) 6. Groß Düben (Dźěwin; 1070) 7. Großschönau (5465) 8. Großschweidnitz (1287) 9. Hähnichen (1249) 10. Hainewalde (1497) 11. Hohendubrau [adm: Weigersdorf] (Wysoka Dubrawa; 1887) 12. Horka (1730) 13. Jonsdorf, Kurby (1546) 14. Kodersdorf (2436) 15. Königshain (1180) 16. Kottmar (7295) 17. Krauschwitz (Krušwica; 3453) 18. Kreba-Neudorf (Chrjebja-Nowa Wjes; 866) 19. Lawalde (1846) 20. Leutersdorf (3485) 21. Markersdorf (3907) 22. Mittelherwigsdorf (3629) 23. Mücka (Mikow; 967) 24. Neißeaue [adm: Groß Krauscha] (1705) 25. Oderwitz (5094) 26. Olbersdorf (4704) 27. Oppach (2358) 28. Oybin (1374) 29. Quitzdorf am See [Adm: Kollm] (1264) 30. Rietschen (Rěčicy; 2539) 31. Rosenbach (1566) 32. Schleife (Slepo; 2436) 33. Schönau-Berzdorf auf dem Eigen (1484) 34. Schönbach (1101) 35. Schöpstal [adm: Ebersbach] (2394) 36. Trebendorf (Trjebin; 896) 37. Waldhufen [adm: Jänkendorf] (2365) 38. Weißkeißel (Wuskidź; 1291) |  |